# Tirio
Tirio är en ort i Mexiko.   Den ligger i kommunen Morelia och delstaten Michoacán de Ocampo, i den södra delen av landet, 230 km väster om huvudstaden Mexico City. Tirio ligger 2 068 meter över havet och antalet invånare är 634.
Terrängen runt Tirio är kuperad åt nordväst, men åt sydost är den platt. Runt Tirio är det tätbefolkat, med 493 invånare per kvadratkilometer. Närmaste större samhälle är Morelia, 18,3 km nordost om Tirio. I omgivningarna runt Tirio växer huvudsakligen savannskog.